# Aqüeducte de los Milagros
L'aqüeducte de los Milagros era una de les conduccions que, en època romana, subministraven aigua a la ciutat d'Emèrita Augusta (actual Mèrida). Aquest aqüeducte tenia com a funció principal subministrar aigua al costat oest de la ciutat. El punt de captació d'aigua o caput aquae se situava en l'embassament de Proserpina, des d'on naixia una conducció que serpentejava al llarg de gairebé 12 quilòmetres. L'inici, en les proximitats de la presa, la conducció es feia per una galeria subterrània, excavada en roca viva. A la part final d'aquesta conducció, aquesta va haver de salvar el riu Albarregas, per a això es van haver de construir una sèrie d'arcuacions (arcuationes), que constitueixen la part més monumental de la construcció, la qual finalitzava al turó del Calvari, on va aparèixer la torre de distribució (castellum aquae).
Pel que fa al tram en què es va haver de recórrer a la construcció d'arcuacions, aquestes s'allarguen 830 metres, amb una alçada de 25 metres en la part més profunda de la vall del riu Albarregas. L'estructura d'aquest tram és característica de Mèrida. Es compon de robustos, però elegants pilars, en què alternen cinc filades de carreus de granit amb altres tantes filades de maó. Arcs a diferents altures van enllaçant els pilars, el nucli és d'opus caementicium. Els arcs d'enllaç són de maó, excepte el que salva la llera del riu Albarregas, que té les dovelles de granit molt ben treballades. Són encara 73 els pilars que han estat més o menys deteriorats.
Aquesta obra, que va causar la sorpresa general en els passats segles, on es va considerar un miracle que els pilars es conservaran en gran manera encara dempeus, prenent així el nom amb què es coneix l'aqüeducte.
Respecte a la cronologia, com apunten les intervencions del tram del canal davant del cementiri i del Nimfeu ubicat al Calvari, es dataria aproximadament en època Claudia o dels Flavis, és a dir segle i dC.